# T-Test
Der t-Test ist ein Begriff aus der mathematischen Statistik, er bezeichnet eine Gruppe von Hypothesentests mit t-verteilter Testprüfgröße. Oft ist jedoch mit dem t-Test der Einstichproben- bzw. Zweistichproben-t-Test auf einen Mittelwertunterschied gemeint.
- Der Einstichproben-t-Test (auch Einfacher t-Test; engl. one-sample t-test) prüft anhand des Mittelwertes einer Stichprobe, ob der Mittelwert einer Grundgesamtheit sich von einem vorgegebenen Sollwert unterscheidet. Dabei wird vorausgesetzt, dass die Daten der Stichprobe einer normalverteilten Grundgesamtheit entstammen bzw. es einen genügend großen Stichprobenumfang gibt, so dass der zentrale Grenzwertsatz erfüllt ist.
- Der Zweistichproben-t-Test (auch Doppelter t-Test; engl. two-sample t-test) prüft anhand der Mittelwerte zweier unabhängiger Stichproben, wie sich die Mittelwerte zweier Grundgesamtheiten zueinander verhalten.  Dabei wird vorausgesetzt, dass die Daten der Stichproben einer normalverteilten Grundgesamtheit entstammen bzw. es genügend große Stichprobenumfänge gibt, so dass der zentrale Grenzwertsatz erfüllt ist. Der klassische t-Test setzt voraus, dass beide Stichproben aus Grundgesamtheiten mit gleicher Varianz entstammen. Der Welch-Test ist eine Variante, die die Gleichheit der Varianzen nicht voraussetzt.
- Der t-Differenzentest (auch Differenzen-t-Test oder Paardifferenzentest; engl. paired t-test) prüft mit den Differenzen der Messwerte von zwei Variablen, die an denselben Untersuchungseinheiten erfasst wurden, ob Mittelwertunterschiede bezüglich dieser beiden Variablen in der Grundgesamtheit vorliegen. In diesem Fall wird auch von verbundenen oder abhängigen Stichproben zur Unterscheidung vom Fall zweier unabhängiger Stichproben gesprochen. Der t-Differenzentest wird im Artikel Zweistichproben-t-Test beschrieben. Er setzt voraus, dass die Differenzen normalverteilt sind.
- Der t-Test des Regressionskoeffizienten prüft in der linearen Regression unter der Annahme normalverteilter Störgrößen, ob ein Regressionskoeffizient null ist.
- Steigers Z-Test prüft, ob der Bravais-Pearson-Korrelationskoeffizient gleich einem vorgegebenen Wert ist (z. B. gleich null).  Dabei wird vorausgesetzt, dass die Daten der Stichproben einer bivariat normalverteilten Grundgesamtheit entstammen.

## Geschichte
Die t-Statistik wurde im Jahre 1908 von William Sealy Gosset  eingeführt. Er arbeitete als Chemiker für die Guinness-Brauerei in Dublin (Irland) und entwickelte den t-Test als eine billige Art und Weise, die Qualität des Stout zu überwachen. Guinness verbot seinen Mitarbeitern, Ergebnisse zu publizieren, daher veröffentlichte Gosset seine Arbeit unter dem Pseudonym Student.